# Werner Ullrich (Politiker)
Werner Ullrich (* 24. März 1928 in Hohenleipisch, Kreis Liebenwerda; † 12. Mai 1999 in Gera) war ein deutscher Politiker der Sozialistischen Einheitspartei Deutschlands (SED) in der Deutschen Demokratischen Republik (DDR), der unter anderem von 1983 bis 1990 Vorsitzender des Rates des Bezirks Gera war.

## Leben
Werner Ullrich, Sohn eines Fleischers und Brennereiarbeiters sowie einer Hausfrau, besuchte von 1934 bis 1942 die Volksschule und begann danach eine Berufsausbildung als Industriekaufmann. Zum Ende des Zweiten Weltkrieges war er 1945 Luftwaffenhelfer und wurde nach Kriegsende von 1945 bis 1946 zu Reparationsarbeiten herangezogen. Danach arbeitete er zwischen 1946 und 1948 als Heizer in der Sowjetischen Besatzungszone (SBZ) und trat im Anschluss den bewaffneten Organen bei. Er war von 1948 bis 1953 Angehöriger der Deutschen Volkspolizei (DVP) beziehungsweise der Kasernierten Volkspolizei (KVP) und wurde zuletzt zum Hauptmann befördert. 1949 wurde er Mitglied der Sozialistischen Einheitspartei Deutschlands (SED) und arbeitete zwischen 1953 und 1955 als Oberreferent beim Rat des Bezirks Gera, ehe er von 1956 bis 1957 Sekretär beim Rat des Bezirks Gera war. Anschließend fungierte er zwischen 1957 und 1964 als stellvertretender Abteilungsleiter sowie zuletzt als Abteilungsleiter beim Rat des Bezirks Gera. 
Ullrich, der ein Fernstudium an der Deutschen Akademie für Staats- und Rechtswissenschaft (DASR) „Walter Ulbricht“ 1962 als Diplom-Staatswissenschaftler abschloss, absolvierte von 1964 bis 1965 ein Studium an der Parteihochschule der KPdSU. Nach seiner Rückkehr war er zwischen 1965 und 1983 Stellvertretender Vorsitzender des Rates des Bezirks Gera sowie zugleich Vorsitzender der Bezirksplankommission. Am 30. Mai 1983 wurde er Nachfolger von Karl-Heinz Fleischer als Vorsitzender des Rates des Bezirks Gera und bekleidete diese Funktion bis zum 9. Januar 1990, woraufhin Helmut Luck seine Nachfolge übernahm.
Am 16. November 1990 wurde Werner Ullrich von der Bezirksstaatsanwaltschaft Gera wegen Anstiftung zur Wahlfälschung als Vorsitzender der Bezirkswahlkommission Gera während der Kommunalwahlen am 7. Mai 1989 angeklagt. Am 15. Januar 1992 wurde er vom Kreisgericht Gera-Stadt zu einer Freiheitsstrafe von einem Jahr und drei Monaten auf Bewährung verurteilt.